# Dänische Badmintonmeisterschaft 1958
Die Dänische Badmintonmeisterschaft 1958 fand in Kopenhagen statt. Es war die 28. Austragung der nationalen Titelkämpfe im Badminton in Dänemark.

## Titelträger
| Disziplin    | Sieger                                                |
| ------------ | ----------------------------------------------------- |
| Herreneinzel | Finn Kobberø, Københavns BK                           |
| Dameneinzel  | Hanne Jensen, Københavns BK                           |
| Herrendoppel | Finn Kobberø Jørgen Hammergaard Hansen, Københavns BK |
| Damendoppel  | Agnete Friis Birte Kristiansen, Gentofte BK           |
| Mixed        | Finn Kobberø Lis Hagen Olsen, Københavns BK           |